# Spoorlijn Blain - La Chapelle-sur-Erdre
De spoorlijn Blain - La Chapelle-sur-Erdre was een Franse spoorlijn van Blain naar La Chapelle-sur-Erdre. De lijn was 26,6 km lang en heeft als lijnnummer 520 000.

## Geschiedenis
De lijn werd geopend door de Compagnie des chemins de fer de l'Ouest op 19 augustus 1908. Reizigersverkeer werd opgeheven op 19 januari 1939, goederenvervoer op 18 mei 1952. Daarna is de lijn volledig opgebroken. 

## Aansluitingen
In de volgende plaatsen was er een aansluiting op de volgende spoorlijnen:
Blain
RFN 460 000, spoorlijn tussen Sablé en Montoir-de-Bretagne
La Chapelle-sur-Erdre
RFN 519 000, spoorlijn tussen Nantes-Orléans en Châteaubriant